# العلاقات الأنغولية الكيريباتية
العلاقات الأنغولية الكيريباتية هي العلاقات الثنائية التي تجمع بين أنغولا وكيريباتي.

## مقارنة بين البلدين
هذه مقارنة عامة ومرجعية للدولتين:
| وجه المقارنة                                              | أنغولا           | كيريباتي                        |
| --------------------------------------------------------- | ---------------- | ------------------------------- |
| المساحة (كم2)                                             | 1.25 مليون       | 811                             |
| عدد السكان (نسمة)                                         | 29.78 مليون      | 116.40 ألف                      |
| الكثافة السكانية (ن./كم²)                                 | 23.82            | 14.35 ألف                       |
| العاصمة                                                   | لواندا           | جنوب تاراوا                     |
| اللغة الرسمية                                             | اللغة البرتغالية | لغة إنجليزية، اللغة الكيريباتية |
| العملة                                                    | كوانزا أنغولي    | دولار كريباتي، دولار أسترالي    |
| الناتج المحلي الإجمالي (بليون دولار)                      | 124.21 مليار     | 196.15 مليون                    |
| الناتج المحلي الإجمالي (تعادل القوة الشرائية) بليون دولار | 184.83 مليار     | 224.26 مليون                    |
| الناتج المحلي الإجمالي الاسمي للفرد دولار أمريكي          | 4.10 ألف         | 1.42 ألف                        |
| الناتج المحلي الإجمالي للفرد دولار أمريكي                 |                  | 1.81 ألف                        |
| مؤشر التنمية البشرية                                      | 0.533            | 0.590                           |
| رمز المكالمات الدولي                                      | +244             | +686                            |
| رمز الإنترنت                                              | .ao              | .ki                             |
| المنطقة الزمنية                                           | ت ع م+01:00      |                                 |

## منظمات دولية مشتركة
يشترك البلدان في عضوية مجموعة من المنظمات الدولية، منها:
| علم المنظمة | اسم المنظمة                                 | تاريخ انضمام أنغولا | تاريخ انضمام كيريباتي |
| ----------- | ------------------------------------------- | ------------------- | --------------------- |
|             | البنك الدولي للإنشاء والتعمير               | 19 سبتمبر 1989      | 29 سبتمبر 1986        |
|             | يونسكو                                      | 11 مارس 1977        | 24 أكتوبر 1989        |
|             | الاتحاد الدولي للاتصالات                    | 13 أكتوبر 1976      | 3 نوفمبر 1986         |
|             | الاتحاد البريدي العالمي                     | ?                   | ?                     |
|             | الأمم المتحدة                               | 1 ديسمبر 1976       | 14 سبتمبر 1999        |
|             | مجموعة دول أفريقيا والكاريبي والمحيط الهادئ | ?                   | ?                     |
|             | مؤسسة التمويل الدولية                       | 19 سبتمبر 1989      | 2 أكتوبر 1986         |
|             | منظمة حظر الأسلحة الكيميائية                | ?                   | ?                     |
|             | مؤسسة التنمية الدولية                       | 19 سبتمبر 1989      | 2 أكتوبر 1986         |

## وصلات خارجية
- موقع وزارة الخارجية الأنغولية